# 湯瑪斯·紐科門

紐科門蒸氣機原理圖的動畫。
蒸汽顯示為粉紅色，水為藍色。
閥門從打開（綠色）到關閉（紅色）。

湯瑪斯·紐科門（英語：Thomas Newcomen，/ˈnjuːkʌmən/；1664年2月24日—1729年8月5日）是一名英國工程師和發明家，他在1712年發明了紐科門蒸汽機，這是第一台實用的燃料燃燒發動機。他是一名鐵匠，也是一名浸禮宗的非專業傳教士。
紐科門出生於英格蘭德文郡達特茅斯的一個商人家庭，1664年2月28日在聖救世主教堂受洗。在那些日子裡，煤礦和錫礦的淹水是一個主要問題。紐科門很快就開始嘗試改進從這些礦井中抽水的方法。他的鐵匠鋪專門為採礦業設計、製造和銷售工具。

## 外部連結
- . . London: Smith, Elder & Co. 1885–1900.
- Chisholm, Hugh (编). .  (第11版). London: Cambridge University Press. 1911.

1. ↑  . BBC History.   [29 April 2018]. （原始内容存档于2023-08-12）.
2. ↑  Rolt & Allen (1977)，第33頁.
3. ↑   . . London: Smith, Elder & Co. 1885–1900.